# 13693 Bondar
13693 Bondar este un asteroid din centura principală de asteroizi.

## Descriere
13693 Bondar este un asteroid din centura principală de asteroizi. A fost descoperit pe 4 octombrie 1997 la Kitt Peak National Observatory în cadrul proiectului Spacewatch. El prezintă o orbită caracterizată de o semiaxă mare de 2,59 ua, o excentricitate de 0,19 și o înclinație de 1,7° în raport cu ecliptica.